# Xavier Legrand

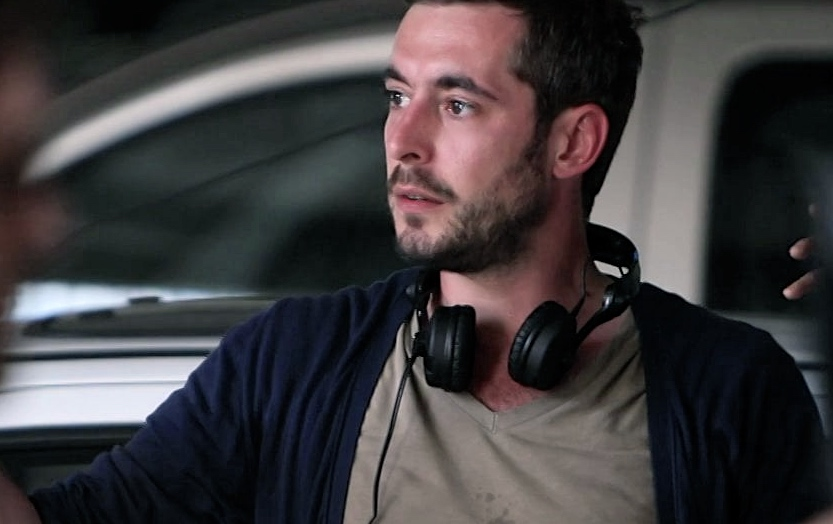
Xavier Legrand

Xavier Legrand (* 28. März 1979 in Melun) ist ein französischer Schauspieler und Regisseur.

## Leben
Legrand hatte bereits im Alter von zehn Jahren Theater gespielt und war einer halbprofessionellen Theatergruppe beigetreten, als er zwölf Jahre alt war. Er studierte schließlich bis 2005 Schauspiel am Pariser Conservatoire national supérieur d’art dramatique, absolvierte ein Praktikum unter Philippe Grandrieux an der Filmhochschule La fémis und war zunächst als Theaterschauspieler tätig. Er trat unter anderem in Stücken unter der Regie von Julie Brochen, Christian Benedetti und Alexandre Zeff auf und war unter anderem am Théâtre national de Strasbourg sowie mehrfach unter der Regie von Christian Schiaretti am Théâtre National Populaire in Villeurbanne tätig. Gelegentlich trat er auch als Film- und Fernsehschauspieler auf, darunter 2005 in Philippe Garrels Unruhestifter (Les amants réguliers).
Im Jahr 2013 erschien Legrands Regiedebüt, der Kurzfilm Avant que de tout perdre. Er hatte drei Jahre am Drehbuch gearbeitet. Der Film folgt Miriam, die mit ihren beiden Kindern ihren brutalen Ehemann verlassen will. Avant que de tout perdre gewann 2013 den Grand Prix des Festival du Court-Métrage de Clermont-Ferrand sowie 2014 einen César als Bester Kurzfilm. Zudem wurde er 2014 für einen Oscar in der Kategorie Bester Kurzfilm nominiert.
2017 stellte Legrand mit Nach dem Urteil sein Spielfilmdebüt fertig. Das Scheidungsdrama mit Denis Ménochet, Léa Drucker und Thomas Gioria in den Hauptrollen brachte ihm beim 74. Filmfestival von Venedig den Regiepreis ein.

## Filmografie (Auswahl)
Wenn nicht anders angegeben, als Schauspieler.
- 2005: Unruhestifter (Les amants réguliers)
- 2006: Fluchtpunkt (Point de fuite) (Kurzfilm)
- 2007: Kaojikara (Kurzfilm)
- 2010: Camus (TV)
- 2010: Les mains libres
- 2013: Tiger Lily, quatre femmes dans la vie (TV-Mehrteiler)
- 2013: Avant que de tout perdre (Kurzfilm) – Regie, Drehbuch
- 2017: Nach dem Urteil (Jusqu’à la garde) – Regie, Drehbuch
- 2023: The Successor (Le Successeur) – Regie, Drehbuch

## Theaterauftritte (Auswahl)
- 2006: Ervart, ou les derniers jours de Friedrich Nietzsche von Hervé Blutsch – Théâtre National Populaire de Villeurbanne, Regie: Christian Schiaretti
- 2006: Coriolan von William Shakespeare – Théâtre National Populaire de Villeurbanne, Regie: Christian Schiaretti
- 2007: La nuit de Madame Lucienne von Copi – Odéon-Théâtre de l’Europe, Paris, Regie: Irina Solano
- 2010: Vénus von Suzan-Lori Parks – Théâtre de l’Athénée, Paris, Regie: Cristèle Alves Meira
- 2012: Merlin l’enchanteur ou Graal théâtre von Florence Delay und Jacques Roubaud – Théâtre national de Strasbourg, Regie: Christian Schiaretti, Julie Brochen

## Auszeichnungen (Auswahl)
- 2013: Grand Prix, Publikumspreis, Preis der Kinderjury und Preis der Presse, Festival du Court-Métrage de Clermont-Ferrand, für Avant que de tout perdre
- 2013: Chevalier de l’Ordre des Arts et des Lettres[3]
- 2014: César, Bester Kurzfilm, für Avant que de tout perdre
- 2014: Oscarnominierung, Bester Kurzfilm, für Avant que de tout perdre
- 2017: Silberner Löwe – Beste Regie beim Filmfestival von Venedig, für Nach dem Urteil
- 2019: César – Bester Film und Bestes Originaldrehbuch für Nach dem Urteil[5]